# Virchowia clavata
Virchowia clavata är en ringmaskart som beskrevs av Langerhans 1879. Virchowia clavata ingår i släktet Virchowia och familjen Syllidae. Arten har ej påträffats i Sverige. Inga underarter finns listade i Catalogue of Life.